# Seleção Maltesa de Voleibol Masculino
A seleção maltesa de voleibol masculino é uma equipe europeia composta pelos melhores jogadores de voleibol de Malta. A equipe é mantida pela Associação de Voleibol de Malta (Malta Volleyball Association). A equipe não consta no ranking mundial da FIVB segundo dados de 4 de janeiro de 2012.